# 白い恋人たち
『白い恋人たち』（しろいこいびとたち、原題：13 Jours en France）は、1968年に製作されたフランス映画。

## 解説
この映画は、1968年にフランスのグルノーブルで行われた第10回冬季オリンピックの記録映画である。日本でも 東宝東和の配給で、同年に公開された。
原題の「13 Jours en France」は、「フランスにおける13日間」の意味。
また、フランシス・レイが作曲した同名のメインテーマ曲もよく知られている。このテーマ曲は日本ではザ・ピーナッツが永田文夫の日本語訳で歌い、レコーディングしている。
映画の中で歌われる挿入歌は、映画『男と女』の主題歌を歌っている、ピエール・バルーとニコール・クロワジールが担当している。
撮影は、約20名のスタッフと約60台のカメラで行われ、使用されたフィルムは約90000フィートに及んだという。滑降の選手の直後を、カメラを持って（ストックは持たずに）高速で滑りながら撮影するシーンは、著名なスキー・カメラマンであったウィリー・ボーグナーが担当し、迫力ある映像が撮られている。
1968年、五月革命でカンヌフェスティバルは中止となり、上映されるはずであったこの映画は40年後の2008年のカンヌフェスティバルにおいて、クラシック部門でオープニングムービーとして上映された。会場にはクロード・ルルーシュも現れ、映画は観客から再度絶賛を受けた。映画が終わる頃、主題歌の口笛バージョンが流れ、会場にいる観客も一緒に口笛を吹いていた。

## 概要
この映画のオープニングで、「これは公式映画ではなく、たまたまグルノーブルに居た映画人が、13日間の感動的な日々を、見たままに描いた作品である」と流れるが、勿論公式の記録映画として製作された作品である。
記録映画として作成された映画ではあるが、単に事実を記録するのでなく、芸術性をも追究した映画となっている。ナレーションもストーリーもなく、さまざまな映像が単発的に映し出され、全編に渡ってメインテーマが何度も流れる。聖火リレーの映像で始まり、開催の準備や選手の練習風景や日常生活など、競技以外の部分まで幅広く映像を残し、最後に祭りの後の静けさを映し出して終わる。
ルルーシュ監督は市川崑監督作品『東京オリンピック』の描写に影響を受けたとされている。4年後、彼はミュンヘン夏季五輪の記録オムニバス映画『時よとまれ、君は美しい/ミュンヘンの17日』の製作にも関わっている。

## 関連商品
- DVD「白い恋人たち」 ソニー・ピクチャーズエンタテインメント - ASIN：B00005LME9